# حبیه
حبیه یک منطقهٔ مسکونی در عربستان سعودی است که در استان عسیر واقع شده‌است. حبیه ۵۰۰ نفر جمعیت دارد و ۳۹۶ متر بالاتر از سطح دریا واقع شده‌است.